# Nagykonkoly
Koordináták: é. sz. 47° 50′ 29″, k. h. 18° 11′ 26″47.841389°N 18.190444°E
Nagykonkoly (szlovákul Konkoľ) Ógyalla városrésze Szlovákiában, a Nyitrai kerület Komáromi járásában.

## Fekvése
Ógyalla központjától 3 km-re délre fekszik.

## Története
1247-ben említik először, a Konkoly-Thege család ősi birtoka. A 16. században a török elpusztította. Az 1664-es török adólajstrom szerint Komáromszentpéterhez tartozott és azok is művelték. Komkol birtokból 2250 akcse tizedbevétel volt.
Fényes Elek szerint "Alsó- és Felső-Konkoly, puszta, Komárom vmegyében, mind a kettő hasonlóul Konkoly-Thege örökség, s hasonló jogi viszonyai voltak Ó- és Uj-Gyallával."
A 18. század elején Konkoly rokonság révén birtokos volt itt Zádory András felesége Nagy Anna, aki 1719-ben átruházta a birtokrészeit.
A trianoni békeszerződésig Komárom vármegye Udvardi járásához tartozott.

## Külső hivatkozások
- Ógyalla város hivatalos honlapja
- Községinfó
- Nagykonkoly Szlovákia térképén
- E-obce.sk Archiválva 2008. január 24-i dátummal a Wayback Machine-ben